# Saab 9-3
La 9-3 (pronuncia: nove tre) è un'autovettura prodotta dalla casa automobilistica svedese Saab. Il nome del modello è un richiamo alla Saab 93 (novantatré) del 1956. Presentata nel 1998, fu la prima automobile Saab a montare un propulsore Diesel. Nel 2002 la prima serie lascia il passo alla seconda con carrozzeria berlina a quattro porte (sedan); la versione Combi Coupé, pur essendo nella tradizione della casa svedese, esce di scena. Nel 2005 viene presentata la SportHatch (SportCombi).

## Prima serie (1998-2003)

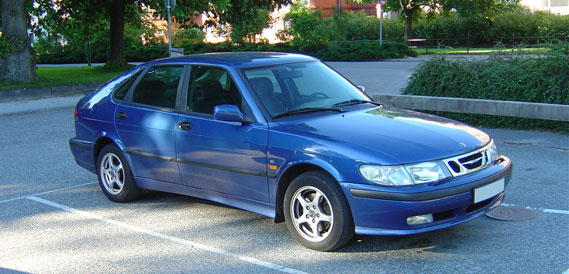
9-3 Combi Coupé 5 porte

La 9-3 deriva dalla 900 2ª serie; sono state effettuate 1100 modifiche e migliorie mantenendo le principali caratteristiche.
Le modifiche estetiche hanno interessato la calandra anteriore, i paraurti anteriore e posteriore, i fendinebbia; dal portellone posteriore è stata rimossa la fascia centrale per far posto alla zona targa; per alcune versioni era disponibile il kit estetico sportivo (Full Sport Package). Internamente è stato adottato un volante multifunzionale a quattro razze, SID (Saab Information Display) con un maggior numero di funzioni, infotainment e climatizzatore aggiornati, nuovi sedili e rivestimenti, nuovi cerchi in lega e nuovi optional a disposizione.
Numerose modifiche e migliorie elettroniche e meccaniche: nuove combinazioni di molle ed ammortizzatori, avantreno modificato, nuovi assetti, frizione idraulica, nuove pinze dei freni, controllo di trazione TCS, rapporti cambio differenti. I motori turbo benzina, a seconda degli anni di produzione, sono gestiti dal Saab Trionic 5 o Trionic 7 con Direct Ignition (accensione diretta) ed APC (Automatic Performance Control) e presentano differenze anche dal punto di vista meccanico. La 9-3 era disponibile con carrozzeria Combi Coupé (3 o 5 porte) e Cabriolet. Gli allestimenti disponibili venivano denominati S, SE ed Aero.

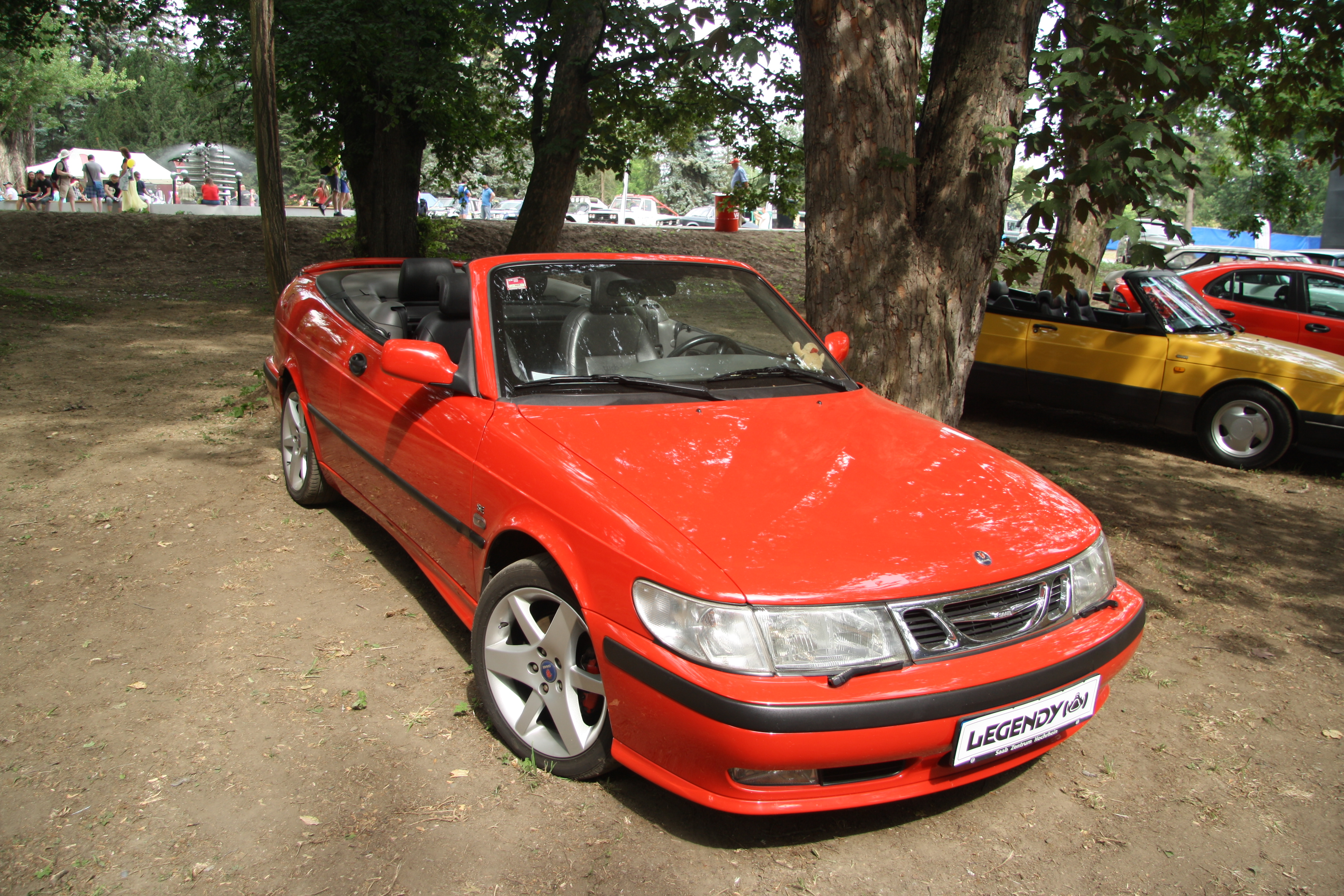
9-3 Cabriolet

Viene presentato, come dotazione di serie, il Saab Active Head Restraints (SAHR), un dispositivo installato nei sedili capace di prevenire il colpo di frusta; dopo la sua attivazione, essendo completamente meccanico, esso ritorna automaticamente nella sua posizione pronto ad un nuovo uso. Nei test Euro NCAP effettuati nell'anno 2000, la versione cinque porte ha ricevuto 4 stelle nella sicurezza per i passeggeri adulti.
Nel 1999 venne presentata una versione sportiva speciale: 9-3 Viggen (in onore dell'aereo Saab 37 Viggen). Caratterizzata da sedili specifici, interni bicolore blu/nero, arancione/nero oppure da due tonalità di grigio; esteticamente caratterizzata da cerchi specifici e da un nuovo "body kit" (utilizzato in seguito sulla versione Aero); meccanicamente dotata di assetto, freni, frizione specifici e del motore 2.3 turbo (utilizzato sulla 9-5 Aero) da 225-230 CV (a seconda dei mercati e del periodo di fabbricazione) con coppia di 350 Nm.

### Motorizzazioni
In totale vennero prodotti 326.370 esemplari distribuiti fra vari tipi di motorizzazioni:
| Modello   | Motore | Cilindrata cm³ | Disposiz.        | Alimentazione                        | Potenza         | Coppia | 0–100 km/h (s) | Velocità max (Km/h) | Consumo medio | Anni    |
| A benzina |        |                |                  |                                      |                 |        |                |                     |               |         |
| 2.0 i     | B204i  | 1.985          | L4 16v           | Iniezione Bosch Motronic             | 96 kW (130 CV)  | 177 Nm | 11,0           | 200                 | 10,1          | 1998-00 |
| 2.3 i     | B234i  | 2.290          | L4 16v           | Iniezione Bosch Motronic             | 110 kW (150 CV) | 210 Nm | 10,0           | 210                 | 10,6          | 1998    |
| 2.0 t     | B204E  | 1.985          | L4 16v turbo     | Iniezione e sovralim. Saab Trionic 5 | 113 kW (154 CV) | 219 Nm | 8,8            | 210                 | 10,6          | 1999-00 |
| 2.0 T     | B204L  | 1.985          | L4 16v turbo     | Iniezione e sovralim. Saab Trionic 5 | 136 kW (185 CV) | 263 Nm | 8,5            | 230                 | 11,3          | 1998-99 |
| 2.0 TS    | B204R  | 1.985          | L4 16v turbo     | Iniezione e sovralim. Saab Trionic 5 | 147 kW (200 CV) | 283 Nm | 7,3            | 235                 | 10,8          | 1999    |
| 2.0 t     | B205E  | 1.985          | L4 16v turbo     | Iniezione e sovralim. Saab Trionic 7 | 110 kW (150 CV) | 240 Nm | 8,5            | 215                 | 11,7          | 2001-03 |
| 2.0 T     | B205L  | 1.985          | L4 16v turbo     | Iniezione e sovralim. Saab Trionic 7 | 136 kW (185 CV) | 263 Nm | 8,0            | 230                 | 11,7          | 2000-03 |
| 2.0 TS    | B205R  | 1.985          | L4 16v turbo     | Iniezione e sovralim. Saab Trionic 7 | 151 kW (205 CV) | 280 Nm | 7,3            | 235                 | 11,1          | 2000-03 |
| 2.3 TS    | B235R  | 2.290          | L4 16v turbo     | Iniezione e sovralim. Saab Trionic 7 | 169 kW (230 CV) | 350 Nm | 6,8            | 250                 | 8,3           | 1999-03 |
| A gasolio |        |                |                  |                                      |                 |        |                |                     |               |         |
| 2.2 TiD   | D223L  | 2.171          | L4 16v turbo     | Iniezione e sovralim. Bosch PSG      | 85 kW (116 CV)  | 260 Nm | 10,9           | 200                 | 14,9          | 1998-01 |
| 2.2 TiD   | D223L  | 2.171          | L4 16v turbo VGT | Iniezione e sovralim. Bosch PSG      | 92 kW (125 CV)  | 280 Nm | 10,3           | 200                 | 16,1          | 2001-03 |

## Seconda serie (2002-2014)
La seconda serie della 9-3 venne presentata all'inizio del 2002 al Salone dell'automobile di Detroit con interventi radicali sia nell'estetica che nelle motorizzazioni. Le principali differenze che la distinguevano dalla serie precedente erano l'abbandono della carrozzeria a cinque porte con portellone posteriore e coda fortemente inclinata (Combi Coupé) in favore di una carrozzeria a tre volumi e quattro porte (con cofano motore in alluminio); successivamente venne introdotta la carrozzeria wagon denominata SportHatch. Entrambe le carrozzerie presentano il tradizionale e distintivo design del montante "C" (Saab hockey stick). La 9-3 venne progettata sul pianale General Motors GM Epsilon, meccanicamente si tratta di una vettura a trazione anteriore o integrale (XWD) e motori a quattro cilindri in linea o V6 montati trasversalmente; le sospensioni sono a quattro ruote indipendenti, le anteriori seguono lo schema tipo MacPherson, le posteriori sono multi-link a quattro bracci con l'esclusivo sistema Saab ReAxs (ruote posteriori autosterzanti a dinamica passiva). Come da tradizione, la gestione dei propulsori 2.0 turbo benzina (quattro valvole per cilindro, due alberi a camme in testa e due alberi di bilanciamento) da 150, 175, e 210 cv è affidata all'esclusivo sistema di gestione proprietario Saab Trionic, in particolare alla versione evoluta Trionic 8. Curiosamente il motore da 150 cv viene denominato con la sigla 1.8 t ma in realtà è sempre un 2.0 L. La piccola t lo distingue dal 1.8 L aspirato da 122 cv denominato invece 1.8 i. Per quanto riguarda le motorizzazioni diesel, in un primo momento venne mantenuto il propulsore di derivazione Opel, sostituito in seguito dai motori di derivazione Fiat (prodotti ed assemblati in Germania a Kaiserslautern dalla Opel), motori in comune con altre vetture del gruppo General Motors. Le versioni disponibili per la SportSedan e la SportHatch sono: Linear, Arc, Artik, Vector ed Aero; mentre per la Cabriolet: Linear, Vector ed Aero.

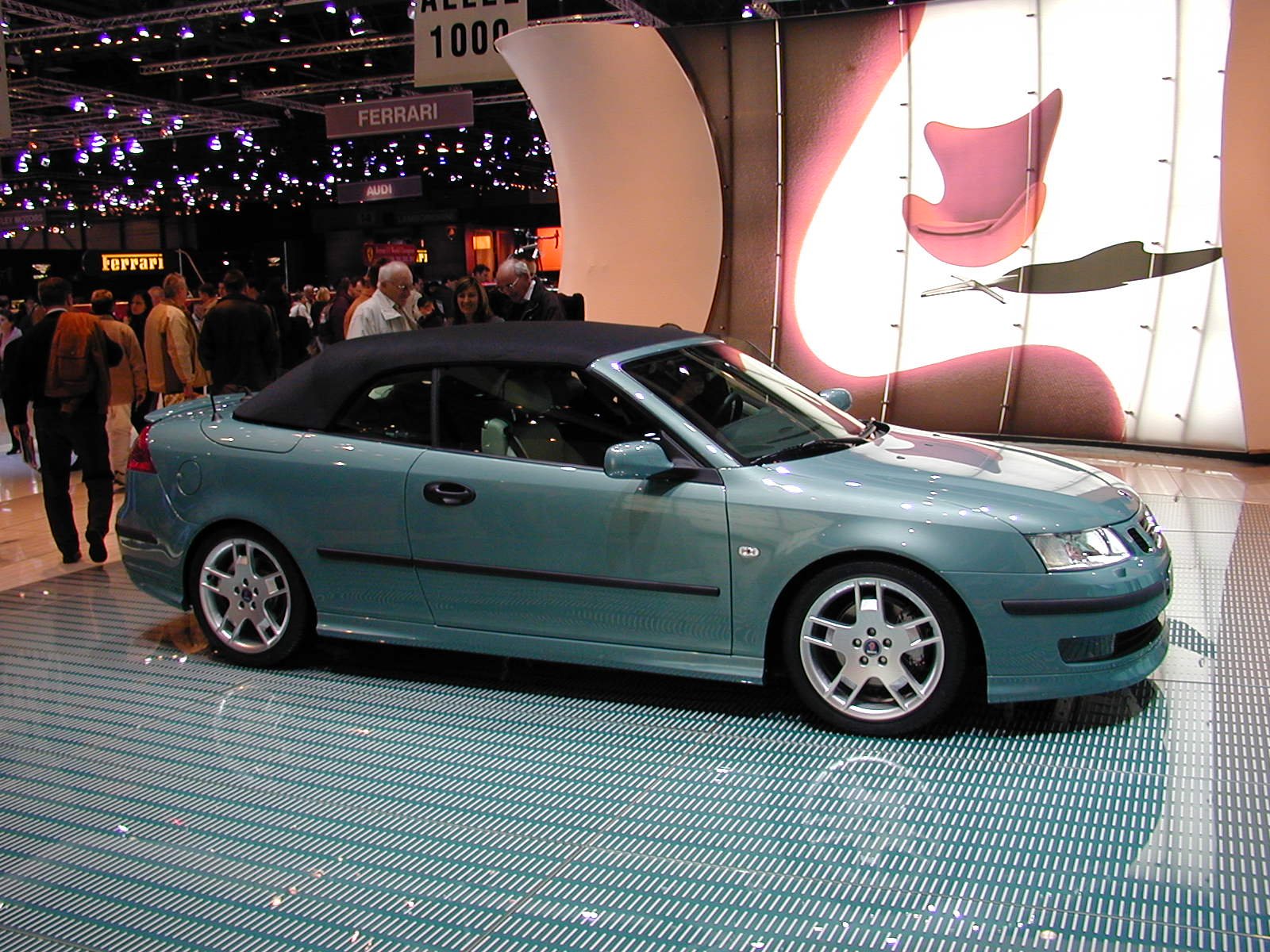
9-3 Cabriolet

Un occhio di riguardo, come da tradizione Saab, è stato dato alla sicurezza automobilistica con la presentazione di dispositivi proprietari come il Saab Active Head Restraints II (SAHR II) oltre ad ABS, EBD, TCS, ESP, CBC, BTC.
Nel 2005 venne presentata la 9-3 SportHatch. Nel 2006 è stato ridisegnato il quadro strumenti prendendo spunto dal quadro strumenti ristilizzato della 9-5 ed entrò in listino la 2.8 V6 60° turbo capace di 250 cv. Nel 2007, per festeggiare i 60 anni Saab, fu resa disponibile la versione Anniversary con cerchi da 17" e sedili sportivi in pelle specifici, console e portiere con inserti in legno scuro. Nel 2008, in occasione di un restyling approfondito, venne presentata la 9-3 2.8 V6 da 280 cv. Anche la 9-3 Cabriolet, costruita in Austria, beneficiò di un restyling nel 2008. Al Salone dell'automobile di Parigi 2010 è stata presentata la 9-3 ePower SportHatch, la prima station wagon elettrica al mondo a zero emissioni.

### Restyling 2008

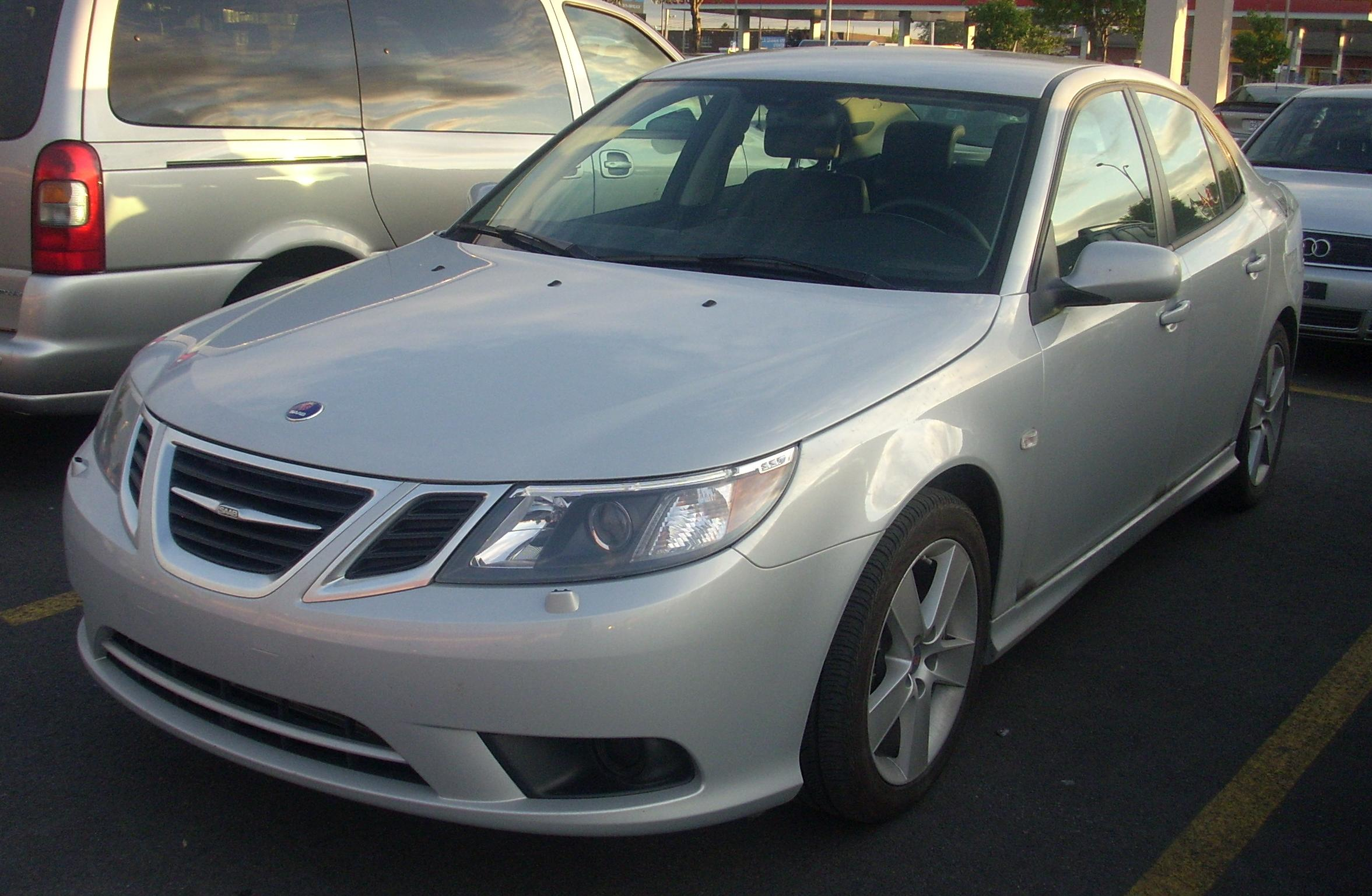
9-3 SportSedan (restyling 2008)

Presentata nel giugno 2007 in Svezia e posta in vendita sul mercato nord europeo a settembre, la 9-3 restyling è stata introdotta in Italia nel 2008. Caratterizzata da un frontale inedito ispirato al prototipo Aero X, spiccano i fari anteriori con tecnologia luminosa a LED ed i posteriori color ghiaccio. Tra i propulsori debutta il sei cilindri turbo da 280 cv ed i motori 2.0 L in versione BioPower (possono essere alimentati indifferentemente con benzina o combustibile E85). Viene reso disponibile il 1.9 TTiD BiTurbo 180 cv prodotto anch'esso come i precedenti 1.9 TiD a Kaiserslautern in Germania; la sovralimentazione mediante due turbocompressori di differente diametro posti in modo sequenziale è stata progettata tramite il know-how di Saab dai tecnici Saab presso la GM Powertrain Torino. Per celebrare il trentesimo anno dall'adozione dell'innovazione della turbocompressione per le auto prodotte in serie su larga scala, cioè a partire dalla Saab 99 turbo del 1977, venne presentato l'allestimento in serie limitata Turbo X: disponibile per la SportSedan e per la SportHatch, è caratterizzato dal motore 2.8 T 280 cv, trazione XWD, assetto e freni specifici, cambio manuale o automatico, indicatore turbo ispirato alla Saab 900, vernice Jet Black Metallic e finiture grigio opaco. Un'ultima novità è la trazione integrale XWD disponibile anche per il 2.0 T da 210 cv.

### Saab 9-3X
Presentata al Salone dell'automobile di Ginevra 2009, la 9-3X costituisce la variante crossover della 9-3 SportHatch. Il modello, presentato allo stand in veste bianca, è stato proposto con le motorizzazioni 2.0 t BioPower da 200 cv e 300 N·m, 2.0 T da 210 cv e 300 N·m, 1.9 TTiD da 180 cv e 400 N·m. La trazione XWD disponibile solo per le motorizzazioni benzina e BioPower.

### Motorizzazioni
Le carrozzerie SportSedan e SportHatch dispongono delle seguenti motorizzazioni, alcune introdotte con il restyling del 2008:
| Modello                           | Motore | Cilindrata cm³ | Disposiz.                     | Alimentazione                        | Potenza         | Coppia | 0–100 km/h (s) | Velocità max (Km/h) | Emissioni (CO2) | Anni    |
| A benzina (BioPower: benzina/E85) |        |                |                               |                                      |                 |        |                |                     |                 |         |
| 1.8 i                             | Z18XE  | 1.796          | L4 16v                        | Iniezione Siemens Simtec             | 90 kW (122 CV)  | 167 Nm | 11,5           | 200                 | 183 g/km        | 2004-09 |
| 1.8 t                             | B207E  | 1.998          | L4 16v turbo                  | Iniezione e sovralim. Saab Trionic 8 | 110 kW (150 CV) | 240 Nm | 9,5            | 210                 | 181 g/km        | 2003-11 |
| 2.0 t                             | B207L  | 1.998          | L4 16v turbo                  | Iniezione e sovralim. Saab Trionic 8 | 129 kW (175 CV) | 265 Nm | 8,5            | 225                 | 189 g/km        | 2003-11 |
| 2.0 T                             | B207R  | 1.998          | L4 16v turbo                  | Iniezione e sovralim. Saab Trionic 8 | 154 kW (210 CV) | 300 Nm | 7,7            | 235                 | 205 g/km        | 2003-11 |
| 2.0 T XWD                         | B207R  | 1.998          | L4 16v turbo                  | Iniezione e sovralim. Saab Trionic 8 | 154 kW (210 CV) | 300 Nm | 8,3            | 235                 | 205 g/km        | 2008-11 |
| 1.8 t BioPower                    | B207E  | 1.998          | L4 16v turbo                  | Iniezione e sovralim. Saab Trionic 8 | 129 kW (175 CV) | 265 Nm | 8,4            | 210                 | 178 g/km        | 2007-11 |
| 2.0 t BioPower                    | B207L  | 1.998          | L4 16v turbo                  | Iniezione e sovralim. Saab Trionic 8 | 147 kW (200 CV) | 300 Nm | 7,9            | 230                 | 178 g/km        | 2007-11 |
| 2.0 t XWD BioPower                | B207G  | 1.998          | L4 16v turbo                  | Iniezione e sovralim. Saab Trionic 8 | 120 kW (163 CV) | 280 Nm | 9,9            | 215                 | 183 g/km        | 2011    |
| 2.0 t BioPower                    | LHU    | 1.998          | L4 16v turbo twin-scroll      | Iniezione e sovralim. ACDelco        | 120 kW (163 CV) | 320 Nm | 7,9            | 215                 | 155 g/km        | 2012    |
| 2.0 T BioPower                    | LHU    | 1.998          | L4 16v turbo twin-scroll      | Iniezione e sovralim. ACDelco        | 162 kW (220 CV) | 350 Nm | 6,9            | 240                 | 155 g/km        | 2012-14 |
| 2.0 t XWD BioPower                | LHU    | 1.998          | L4 16v turbo twin-scroll      | Iniezione e sovralim. ACDelco        | 120 kW (163 CV) | 320 Nm | 8,7            | 210                 | 184 g/km        | 2012    |
| 2.0 T XWD BioPower                | LHU    | 1.998          | L4 16v turbo twin-scroll      | Iniezione e sovralim. ACDelco        | 162 kW (220 CV) | 350 Nm | 6,8            | 240                 | 184 g/km        | 2012-14 |
| 2.8 T (non importato)             | B284E  | 2.792          | V6 60° 24v turbo twin-scroll  | Iniezione e sovralim. Bosch Motronic | 169 kW (230 CV) | 330 Nm | 7,8            | 235                 | 230 g/km        | 2006    |
| 2.8 T                             | B284L  | 2.792          | V6 60° 24v turbo twin-scroll  | Iniezione e sovralim. Bosch Motronic | 184 kW (250 CV) | 350 Nm | 7,2            | 245                 | 238 g/km        | 2006-07 |
| 2.8 T                             | B284L  | 2.792          | V6 60° 24v turbo twin-scroll  | Iniezione e sovralim. Bosch Motronic | 188 kW (256 CV) | 350 Nm | 6,7            | 250                 | 235 g/km        | 2008-10 |
| 2.8 T                             | B284R  | 2.792          | V6 60° 24v turbo twin-scroll  | Iniezione e sovralim. Bosch Motronic | 206 kW (280 CV) | 400 Nm | 6,2            | 250                 | 235 g/km        | 2008-10 |
| 2.8 T XWD                         | B284R  | 2.792          | V6 60° 24v turbo twin-scroll  | Iniezione e sovralim. Bosch Motronic | 206 kW (280 CV) | 400 Nm | 5,7            | 250                 | 254 g/km        | 2008-10 |
| A gasolio                         |        |                |                               |                                      |                 |        |                |                     |                 |         |
| 1.9 TiD                           | Z19DT  | 1.910          | L4 8v turbo VGT               | Iniezione e sovralim. Bosch EDC      | 88 kW (120 CV)  | 280 Nm | 11,5           | 200                 | 147 g/km        | 2005-10 |
| 1.9 TiD                           | Z19DTH | 1.910          | L4 16v turbo VGT              | Iniezione e sovralim. Bosch EDC      | 110 kW (150 CV) | 320 Nm | 9,5            | 210                 | 151 g/km        | 2005-10 |
| 1.9 TTiD                          | Z19DTR | 1.910          | L4 16v twin turbo sequenziali | Iniezione e sovralim. Bosch EDC      | 96 kW (130 CV)  | 320 Nm | 10,9           | 210                 | 119 g/km        | 2011-14 |
| 1.9 TTiD                          | Z19DTR | 1.910          | L4 16v twin turbo sequenziali | Iniezione e sovralim. Bosch EDC      | 118 kW (160 CV) | 360 Nm | 9,5            | 225                 | 119 g/km        | 2011-14 |
| 1.9 TTiD                          | Z19DTR | 1.910          | L4 16v twin turbo sequenziali | Iniezione e sovralim. Bosch EDC      | 132 kW (180 CV) | 400 Nm | 8,5            | 225                 | 149 g/km        | 2008-10 |
| 1.9 TTiD                          | Z19DTR | 1.910          | L4 16v twin turbo sequenziali | Iniezione e sovralim. Bosch EDC      | 132 kW (180 CV) | 400 Nm | 8,5            | 230                 | 119 g/km        | 2011-14 |
| 2.2 TiD                           | D223L  | 2.171          | L4 16v turbo VGT              | Iniezione e sovralim. Bosch PSG      | 92 kW (125 CV)  | 280 Nm | 11,0           | 200                 | 160 g/km        | 2003-04 |

La 9-3X dispone delle seguenti motorizzazioni:
| Modello                           | Motore | Cilindrata cm³ | Disposiz.                     | Alimentazione                        | Potenza         | Coppia | 0–100 km/h (s) | Velocità max (Km/h) | Emissioni (CO2) | Anni    |
| A benzina (BioPower: benzina/E85) |        |                |                               |                                      |                 |        |                |                     |                 |         |
| 2.0 T XWD                         | B207R  | 1.998          | L4 16v turbo                  | Iniezione e sovralim. Saab Trionic 8 | 154 kW (210 CV) | 300 Nm | 8,5            | 230                 | 199 g/km        | 2009-11 |
| 2.0 t XWD BioPower                | B207G  | 1.998          | L4 16v turbo                  | Iniezione e sovralim. Saab Trionic 8 | 120 kW (163 CV) | 280 Nm | 10,2           | 210                 | 186 g/km        | 2011    |
| 2.0 t XWD BioPower                | B207L  | 1.998          | L4 16v turbo                  | Iniezione e sovralim. Saab Trionic 8 | 147 kW (200 CV) | 300 Nm | 8,5            | 230                 | 199 g/km        | 2009-10 |
| 2.0 T XWD BioPower                | B207R  | 1.998          | L4 16v turbo                  | Iniezione e sovralim. Saab Trionic 8 | 154 kW (210 CV) | 300 Nm | 8,5            | 230                 | 186 g/km        | 2011    |
| 2.0 t XWD BioPower                | LHU    | 1.998          | L4 16v turbo twin-scroll      | Iniezione e sovralim. ACDelco        | 120 kW (163 CV) | 320 Nm | 8,9            | 205                 | 185 g/km        | 2012    |
| 2.0 T XWD BioPower                | LHU    | 1.998          | L4 16v turbo twin-scroll      | Iniezione e sovralim. ACDelco        | 162 kW (220 CV) | 350 Nm | 7,2            | 235                 | 185 g/km        | 2012-14 |
| A gasolio                         |        |                |                               |                                      |                 |        |                |                     |                 |         |
| 1.9 TTiD                          | Z19DTR | 1.910          | L4 16v twin turbo sequenziali | Iniezione e sovralim. Bosch EDC      | 132 kW (180 CV) | 400 Nm | 8,7            | 220                 | 144 g/km        | 2009-10 |
| 1.9 TTiD                          | Z19DTR | 1.910          | L4 16v twin turbo sequenziali | Iniezione e sovralim. Bosch EDC      | 132 kW (180 CV) | 400 Nm | 8,7            | 225                 | 135 g/km        | 2011-12 |

La Cabriolet dispone delle seguenti motorizzazioni:
| Modello                           | Motore | Cilindrata cm³ | Disposiz.                     | Alimentazione                        | Potenza         | Coppia | 0–100 km/h (s) | Velocità max (Km/h) | Emissioni (CO2) | Anni    |
| A benzina (BioPower: benzina/E85) |        |                |                               |                                      |                 |        |                |                     |                 |         |
| 1.8 t                             | B207E  | 1.998          | L4 16v turbo                  | Iniezione e sovralim. Saab Trionic 8 | 110 kW (150 CV) | 240 Nm | 10,5           | 205                 | 192 g/km        | 2004-11 |
| 2.0 t                             | B207L  | 1.998          | L4 16v turbo                  | Iniezione e sovralim. Saab Trionic 8 | 129 kW (175 CV) | 265 Nm | 9,0            | 220                 | 203 g/km        | 2004-11 |
| 2.0 T                             | B207R  | 1.998          | L4 16v turbo                  | Iniezione e sovralim. Saab Trionic 8 | 154 kW (210 CV) | 300 Nm | 8,0            | 230                 | 213 g/km        | 2004-11 |
| 1.8 t BioPower                    | B207E  | 1.998          | L4 16v turbo                  | Iniezione e sovralim. Saab Trionic 8 | 129 kW (175 CV) | 265 Nm | 8,9            | 210                 | 206 g/km        | 2007-11 |
| 2.0 t BioPower                    | B207L  | 1.998          | L4 16v turbo                  | Iniezione e sovralim. Saab Trionic 8 | 147 kW (200 CV) | 300 Nm | 8,2            | 230                 | 203 g/km        | 2007-11 |
| 2.0 t BioPower                    | LHU    | 1.998          | L4 16v turbo twin-scroll      | Iniezione e sovralim. ACDelco        | 120 kW (163 CV) | 320 Nm | 8,3            | 210                 | 173 g/km        | 2012    |
| 2.0 T BioPower                    | LHU    | 1.998          | L4 16v turbo twin-scroll      | Iniezione e sovralim. ACDelco        | 162 kW (220 CV) | 350 Nm | 7,3            | 235                 | 173 g/km        | 2012    |
| 2.8 T                             | B284L  | 2.792          | V6 60° 24v turbo twin-scroll  | Iniezione e sovralim. Bosch Motronic | 184 kW (250 CV) | 350 Nm | 7,7            | 240                 | 241 g/km        | 2006-07 |
| 2.8 T                             | B284L  | 2.792          | V6 60° 24v turbo twin-scroll  | Iniezione e sovralim. Bosch Motronic | 188 kW (256 CV) | 350 Nm | 7,2            | 245                 | 238 g/km        | 2008-10 |
| 2.8 T                             | B284R  | 2.792          | V6 60° 24v turbo twin-scroll  | Iniezione e sovralim. Bosch Motronic | 206 kW (280 CV) | 400 Nm | 6,7            | 250                 | 242 g/km        | 2008-10 |
| A gasolio                         |        |                |                               |                                      |                 |        |                |                     |                 |         |
| 1.9 TiD                           | Z19DTH | 1.910          | L4 16v turbo VGT              | Iniezione e sovralim. Bosch EDC      | 110 kW (150 CV) | 320 Nm | 10,4           | 200                 | 157 g/km        | 2005-10 |
| 1.9 TTiD                          | Z19DTR | 1.910          | L4 16v twin turbo sequenziali | Iniezione e sovralim. Bosch EDC      | 118 kW (160 CV) | 360 Nm | 10,4           | 210                 | 137 g/km        | 2011-12 |
| 1.9 TTiD                          | Z19DTR | 1.910          | L4 16v twin turbo sequenziali | Iniezione e sovralim. Bosch EDC      | 132 kW (180 CV) | 400 Nm | 9,1            | 220                 | 154 g/km        | 2008-10 |
| 1.9 TTiD                          | Z19DTR | 1.910          | L4 16v twin turbo sequenziali | Iniezione e sovralim. Bosch EDC      | 132 kW (180 CV) | 400 Nm | 9,1            | 225                 | 137 g/km        | 2011-12 |

## Attività sportiva
Le 9-3 Mk I sono state utilizzate per competere nei campionati rallycross ottenendo ottimi risultati, si ricordano le vittorie del 1999 con il pilota svedese Per Eklund.

## Riconoscimenti

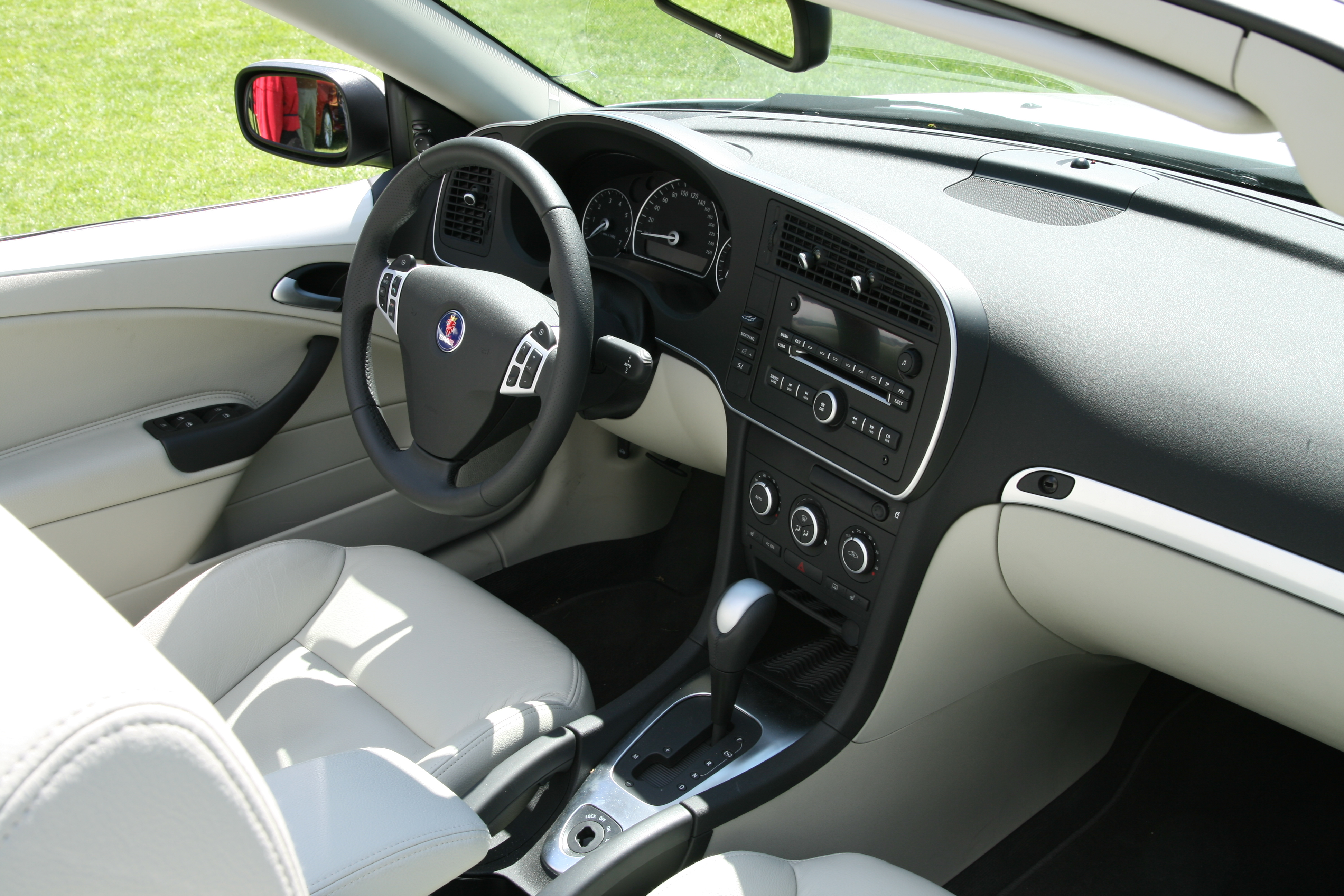
Interni 9-3 Cabriolet (restyling 2008)

La vettura ha raccolto menzioni positive in tutto il mondo, soprattutto è stata segnalata tra le automobili più sicure dagli organismi di controllo europei (Euro NCAP) e statunitensi (American IIHS). Nei crash test Euro NCAP 2002 e 2004 la Cabriolet ha ricevuto 5 stelle di valutazione nella protezione dei passeggeri adulti.

## Modelli derivati
La 9-3 restyling è stata la base della Cadillac BLS, completamente basata su di essa e prodotta nello stesso stabilimento a Trollhättan.